# Persecution Mania
Persecution Mania drugi je studijski album njemačkog thrash metal sastava Sodom. Diskografske kuće Steamhammer/SPV objavile su ga 1. prosinca 1987. godine. Iako je uradak i dalje imao temelje u speed metalu, označio je početak promjene u glazbenom stilu, iz black metala u thrash metal. Osim što je odredio kasniji Sodomov zvuk, prikazao je žanr thrash metala u vrijeme kad je dostigao svoj vrhunac u popularnosti. Bio je i sličan uradcima ostalih njemačkih grupa kao što su Destruction i Kreator, te je tako nastao izraz "teutonski" thrash metal.
Usprkos tome što bi naslovnica mogla nagovijestiti, tekstovi pjesama na albumu više se bave politikom i ratom nego religijom. Glavni razlog za to bio je dolazak gitarista Franka "Blackfirea" Godznika, koji je skupini predstavio nove načine skladanja koji su njezin zvuk učinili organiziranijim i čišćim. Također ju je naučio da piše tekstove kakve piše i danas. Završna gitaristička dionica na devetoj skladbi, "Bombenhagel", zapravo je njemačka državna himna, "Das Lied der Deutschen".
Persecution Mania ponovno je bila objavljena 2000. godine s EP-om Expurse of Sodomy.

## Popis pjesama
Glazba: Chris Witchhunter, Frank Blackfire i Tom Angelripper.
| 1. | »Nuclear Winter«                | 5:22 |
| 2. | »Electrocution«                 | 3:11 |
| 3. | »Iron Fist« (obrada Motörheada) | 2:42 |
| 4. | »Persecution Mania«             | 3:36 |
| 5. | »Enchanted Land«                | 3:56 |

| Strana B | Strana B                                | Strana B | Strana B | Strana B | Strana B | Strana B | Strana B | Strana B | Strana B |
| Br.      | Skladba                                 | Trajanje |          |          |          |          |          |          |          |
| -------- | --------------------------------------- | -------- | -------- | -------- | -------- | -------- | -------- | -------- | -------- |
| 6.       | »Procession to Golgatha« (instrumental) | 2:00     |          |          |          |          |          |          |          |
| 7.       | »Christ Passion«                        | 6:10     |          |          |          |          |          |          |          |
| 8.       | »Conjuration«                           | 3:40     |          |          |          |          |          |          |          |
| 9.       | »Bombenhagel«                           | 5:04     |          |          |          |          |          |          |          |
| 35:41    |                                         |          |          |          |          |          |          |          |          |

## Zasluge
Sodom
- Tom Angelripper – vokali, bas-gitara
- Frank Blackfire – gitara
- Chris Witchhunter – bubnjevi, udaraljke

Dodatni glazbenici
- Harris Johns – gitara (na pjesmi 9), prateći vokali (na pjesmi 3), inženjer zvuka, produciranje

Ostalo osoblje
- Johannes Beck – omot albuma